# Tytroca bifasciata
Tytroca bifasciata är en fjärilsart som beskrevs av W. Warren 1913. Tytroca bifasciata ingår i släktet Tytroca och familjen nattflyn. Inga underarter finns listade i Catalogue of Life.